# Arkhangel'sky (huyện)
Huyện Arkhangel'sky (tiếng Nga: ? райо́н) là một huyện hành chính tự quản (raion), của Tỉnh Arkhangelsk, Nga. Huyện có diện tích 2426 km². Trung tâm của huyện đóng ở Arkhangel'sk.